# Resistance: Fall of Man
Resistance: Fall of Man (с англ. — «Сопротивление: Крах человечества») — видеоигра в жанре шутера от первого лица, разработанная компанией Insomniac Games и изданная Sony Computer Entertainment для игровой приставки PlayStation 3.

## Игровой процесс

Управлять танком можно и в одиночку.

Игрок выступает в роли одного из американских солдат, отправленных на освобождение Великобритании. В распоряжении игрока большое количество огнестрельного оружия, и в том числе и футуристического оружия химер, а также возможность управлять передвижной техникой в виде танка и багги.
Также в кампании имеется возможность использовать различные виды гранат, например граната-ёж, испускающий при активации острые металлические иглы или классические осколочные гранаты.
В игре нет возможности сохраниться в любой момент, игроку разрешено сохранить игру и выйти и затем начать игру с последнего места автоматического сохранения (чекпойнта).
Однопользовательский режим разбит на 30 глав, каждая из которых начинается с небольшого ролика, в котором раскрывается очередной сюжетный момент. По ходу игры можно зарабатывать различные награды или умения, для этого необходимо выполнять определённые условия (например поразить врагов за определённое количество времени), которые в свою очередь открывают различные концепт-арты в меню игры.
Присутствует многопользовательский режим, в котором могут участвовать до 40 игроков. В этом режиме можно выступать за фракцию людей или химер. Также имеется возможность создавать собственные кланы, создавать собственные матчи или присоединяться к игрокам со схожим уровнем мастерства (Ranked Games). Во время игры можно общаться с другими игроками с помощью (отдельно покупаемого) комплекта с микрофоном. В игровых лобби есть чат.
Присутствует и кооперативный оффлайновый режим игры в виде разделённого экрана, который позволяет игрокам играть в режиме кампании одновременно на одном экране.
28 марта 2014 года Sony объявила о закрытии всех действующих серверов всей трилогии Resistance из-за низкой активности игроков. Однако, закрытие серверов было перенесено на 8 апреля. Закрытие также отключило все обновления трилогии.

## Сюжет
Альтернативная история. События происходят в 50-е годы XX века в мире, где не было Второй мировой войны и многих других событий из нашей реальности. Так, восстание большевиков в России подавлено, а Российская Империя сохранилась в своих исходных границах. Россия закрывает границы и выстраивает «Красный занавес» (англ. Red Curtain), отгораживая себя от Объединённой Европы.
Непонятные события начинают будоражить планету после падения в Сибири Тунгусского метеорита. Климат Земли изменяется, животный мир ведёт себя странно. Европейцы наблюдают за закрытой Россией, в которой, по слухам, создаётся некое ужасное биологическое оружие. На самом деле всё гораздо безнадёжнее — секретные службы обнаруживают, что на приграничных территориях в России существует огромное количество городов-призраков. Никакой информации и никаких признаков жизни из России не поступает.
Но в один момент всё становится очевидно — орды непобедимых мутантов, т. н. химер, набрасываются на Европу и покоряют страны одну за другой. Настаёт час и Британских островов. Американцы, не зная, что их ожидает в Европе, после призыва о помощи отправляют свои войска к берегам Туманного Альбиона чтобы встретить там опустошения, голод, болезни и нового, доселе невиданного по жестокости и непобедимого врага…
5000 американских рейнджеров высаживаются в Йорке, чтобы помочь освободить Великобританию, в обмен на секретное оружие британцев. Тем не менее силы были быстро уничтожены, рейнджеры заражены вирусом химер и впали в кому. Выжил лишь сержант Натан Хейл, он заразился вирусом химер, но не впал в кому. В результате заражения, его глаза обрели жёлтый цвет как у химер, а ещё он стал обладать быстрой регенерацией.
Хейл добирается в Гримсби и там спасает капитана Рейчел Паркер. Натану и британским силам удаётся доставить секретное оружие в штаб-квартиру. Выясняется, что «секретное оружие» это «Ангел» — существо, которое было захвачено британской разведкой. Ангелы являются наиболее мощной формой химеры, и британская разведка предположила, что «Ангелы» контролируют остальных химер через телепатию. Но на штаб-квартиру нападают химеры, и во время всей этой суматохи «Ангел» пытается войти в разум Натана, но Хейлу удаётся убить его. Хейл продолжает сражаться с химерами вместе с лейтенантом Стивеном Картрайтом. Вскоре они обнаруживают металлические башни химер, которые расположены по всей Великобритании. Эти башни соединены подземными трубопроводами. Данные свидетельствуют о том, что башни не были построены, они вылезли из земли. Все это делает происхождение химер ещё большей тайной. Хейл проникает в трубопроводы и обнаруживает, что главная башня, которая управляет всеми остальными, находится в Лондоне. Натан приходит к выводу, что уничтожение центральной башни может каким-то образом привести к полному поражению химер в Великобритании.
Британские и американские войска начинают последнюю, отчаянную атаку на башню. Тем временем Хейлу удаётся добраться до вершины башни и уничтожить центральный ядерный реактор. В результате происходит мощный взрыв, который уничтожает башню. Взрывная волна распространяется по трубопроводам и уничтожает все остальные башни в Великобритании, а также «Ангелов» внутри. С мёртвыми «Ангелами» остальные химеры начинают быстро отмирать. Паркер предположила, что химеры не в состоянии выжить без присутствия «Ангелов».
В то время как Британия освобождается от химер, Европа продолжает быть занятой ими.
Что касается Хейла, он, как предполагается, был убит при взрыве главной башни, а американцы зачислили его как убитого в бою. Лишь Паркер считает, что он выжил. Окончательный ролик игры показывает, что Натан действительно жив. Он идёт через снег, вооружённый одной гранатой. Неожиданно к нему прилетают и окружают неизвестные спецназовцы, Хейл внимательно рассматривает их, а затем идёт с ними в винтовой СВВП.

## Факты
- Церковь Англии обрушилась на создателей игры с критикой из-за того, что в игре был использован прототип Манчестерского собора. Sony принесли свои извинения, но настояли на том, что игра является выдумкой и события происходят в альтернативном мире и здание из игры не является копией реального здания[5].

## Рецензии
| Сводный рейтинг                                              | Сводный рейтинг                                                 |
| Агрегатор                                                    | Оценка                                                          |
| ------------------------------------------------------------ | --------------------------------------------------------------- |
| GameRankings                                                 | 86,70 %                                                         |
| Metacritic                                                   | 86/100                                                          |
| Иноязычные издания                                           |                                                                 |
| Издание                                                      | Оценка                                                          |
| 1UP.com                                                      | A-                                                              |
| CVG                                                          | 8/10                                                            |
| Edge                                                         | 7/10                                                            |
| Eurogamer                                                    | 6/10 (UK) 7/10 (US)                                             |
| Famitsu                                                      | 33/40                                                           |
| Game Informer                                                | 9,5/10                                                          |
| GamePro                                                      | 4,5/5                                                           |
| GameRevolution                                               | (B+)                                                            |
| GameSpot                                                     | 8,6/10                                                          |
| GameSpy                                                      | [ 18 ]                                                          |
| GamesRadar+                                                  | [ 19 ]                                                          |
| GameTrailers                                                 | 9/10                                                            |
| GameZone                                                     | 9,5/10                                                          |
| IGN                                                          | 9,1/10 (US) 8,4/10 (AU) 8/10 (UK)                               |
| VideoGamer                                                   | 8/10                                                            |
| WorthPlaying                                                 | 9,1/10                                                          |
| X-Play                                                       | 5/5                                                             |
| NexGen Wars                                                  | 9/10                                                            |
| PlayStation Life Style                                       | 10/10                                                           |
| The Sydney Morning Herald                                    | [ 30 ]                                                          |
| USA Today                                                    | [ 31 ]                                                          |
| Русскоязычные издания                                        |                                                                 |
| Издание                                                      | Оценка                                                          |
| «Игры Mail.ru»                                               | 8,5/10                                                          |
| «Страна игр»                                                 | 8/10                                                            |
| Награды                                                      |                                                                 |
| Издание                                                      | Награда                                                         |
| IGN                                                          | «Игра года 2006» на PlayStation 3                               |
| «Лучший шутер от первого лица» на PlayStation 3 в 2006 году  |                                                                 |
| «Лучшая графика» на PlayStation 3 в 2006 году                |                                                                 |
| «Лучший саундтрек» на PlayStation 3 в 2006 году              |                                                                 |
| «Лучшее звуковое сопровождение» на PlayStation 3 в 2006 году |                                                                 |
| «Лучший мультиплеер» на PlayStation 3 в 2006 году            |                                                                 |
| «Самый инновационный дизайн» на PlayStation 3 в 2006 году    |                                                                 |
| GameSpot                                                     | «Лучшая игра» на PlayStation 3 в 2006 году                      |
| Gaming Target                                                | «52 игры 2006 года, в которые мы все ещё играем»                |
| Game Informer                                                | «Лучшая игра месяца (ничья)» и «Топ 50 игр 2006 года»           |
| GameSpy                                                      | «Игра года», «Шутер года» и «Мультиплеер года» на PlayStation 3 |
| Yahoo Games                                                  | «Топ 10 обсуждаемых игр»                                        |

Игра получила позитивные отзывы и является (по данным на октябрь 2007) одной из самых продаваемых для системы. К октябрю 2007 года было продано около 2 млн копий.
В течение первых часов после запуска игры в Японии, игра была сразу признана различными изданиями. Так, Famitsu дал игре 33 балла из 40.
Первым западным сайтом, рассмотревший игру, стал IGN, в свою очередь, поставивший игре 9,1 из 10. Редактору статьи понравилась атмосфера, визуальные эффекты, управление, оружие и мультиплеер игры, но было раскритиковано долгое хождение между боями и несовершенный кооп-режим.
Тем не менее, результаты европейского запуска были менее блестящими. Английский обзор Eurogamer дал понять, что, несмотря на то, что игра была играбельной и даже время от времени занимательной, она не смогла внедрить чего-то нового. Автор Кристан Рид холодно отнёсся к игре, и даже назвал её «Call of Duty c инопланетянами», так как ранее сказано, что в игре ничего нового внедрено не было, присудив рейтинг 6 из 10. Но благосклонно отнёсся к локациям английских городов игры и мультиплееру.
Американский обзор сайта дал более позитивные оценки: 7 из 10, в отличие от английского обзора, автору понравились графические эффекты и простота игры, но подверг критике повествование сюжета.
GameSpot поставил рейтинг 8,6 из 10. Автору в основном понравилась вся геймплейная часть игры, особенно была отмечена «атмосфера стальных барьеров на улицах Англии, в стилистике Half-Life 2», но слегка критики подверглась безмолвие протагониста, некоторые виды оружия и отдельные элементы сюжета.
Обзор GameSpy имеет совокупный балл 4,5 звезды из 5, высказав такое мнение: «Resistance запомнится арсеналом игры, благодаря репутации Insomniac, которая делает шутеры с очень предусмотрительным оружием. Она оттачивала невероятную способность придумывать не только потрясающее, но и чрезвычайно полезное оружие. ИИ химер чередуется между чрезвычайно умных и иногда предсказуемых, но к финалу игроки будут одновременно удивлены и расстроены умениями химеры, и не способностью перестрелять их большое количество сверхсильных существ, где придётся выпустить кучу свинца. Resistance впечатляет визуальными эффектами. Команда, стоящая за художественным оформлением игры, действительно заслуживает похвалы за создание чего-то необычного в существах».
Энди МакНамара из Game Informer поставил игре 9,5 баллов из 10, описывая это так: Поскольку компания возвращается к своим корням шутеров от первого лица в виде Resistance, то здесь есть новое происхождение, которую, я думаю, мало кто ожидал. Объедините это с мощностью PS 3, и выпустится одна из лучших игр, которую я когда-либо видел. В одиночной игре есть три сложности, которые бросят вызов игрокам любого уровня. Мне очень понравился опыт одиночной игры, хотя история не развивается так, как мне бы хотелось. Превосходно реализованные онлайн-сервисы трекинга и ранжирования, плюс богатый и разнообразный контент, делают многопользовательскую игру Resistance одной из самых сильных функций игры. Графически игра просто ошеломляющая. Единственный недостаток игры — это не отмеченный особыми событиями финал одиночной кампании.
Независимый игровой сайт PlayStation Life Style присудил Resistance самый максимальный балл 10 из 10, редактор высказался положительно по этому поводу: «Я одобрил всю предпосылку игры, что новая угроза вторгается в мир, которая просто толкает человечество к объединению друг с другом, чтобы выжить. Эта угроза выглядит как вторжение Химер в более мрачном масштабе. Арсенал оружия, подобный никому другому».
Продолжение цитаты: «Большая часть сюжетной линии показана с помощью зернистого фильтра неподвижных изображений, аналогичного тому, как фотографии показываемые в учебниках истории. Это ещё больше усиливает влияние сюжета на игрока, поскольку он не только выглядит вполне правдоподобно, но и устанавливает с ним относительную связь. Впечатляющий ИИ: настоящая демонстрация фантастической системы ИИ игры — поведение врагов. Массовые онлайн многопользовательские сражения: Insomniac Games предлагает всесторонние многопользовательские онлайн-режимы для Resistance». Но редактору слегка не понравились, перспектива повествования сюжета протагониста и неуклюжее управление танком.